# Maurice Herman
Maurice Achille Marie Joseph Herman est un homme politique belge, né le 19 décembre 1912 à Renaix (Flandre-Orientale) et mort le 19 avril 1997.

## Biographie
Herman est docteur en droit. Il épouse Denyse Massez (1910–2006), originaire d'une vieille famille renaisienne.
Chef de file des Renaisiens francophones, il est investi en 1946 sur la liste du CVP-PSC. Il est député de l'arrondissement d'Audenarde aux 33e, 34e et 35e législatures de la Chambre des représentants de Belgique, de 1946 à 1954.

## Publications
- « La liquidation de la répression », Revue Générale de Belgique,‎ 1951.
- « Paix aux cendres de Vindevogel », Le Courrier de Renaix,‎ 9 décembre 1951.